# Peninsular Ranges

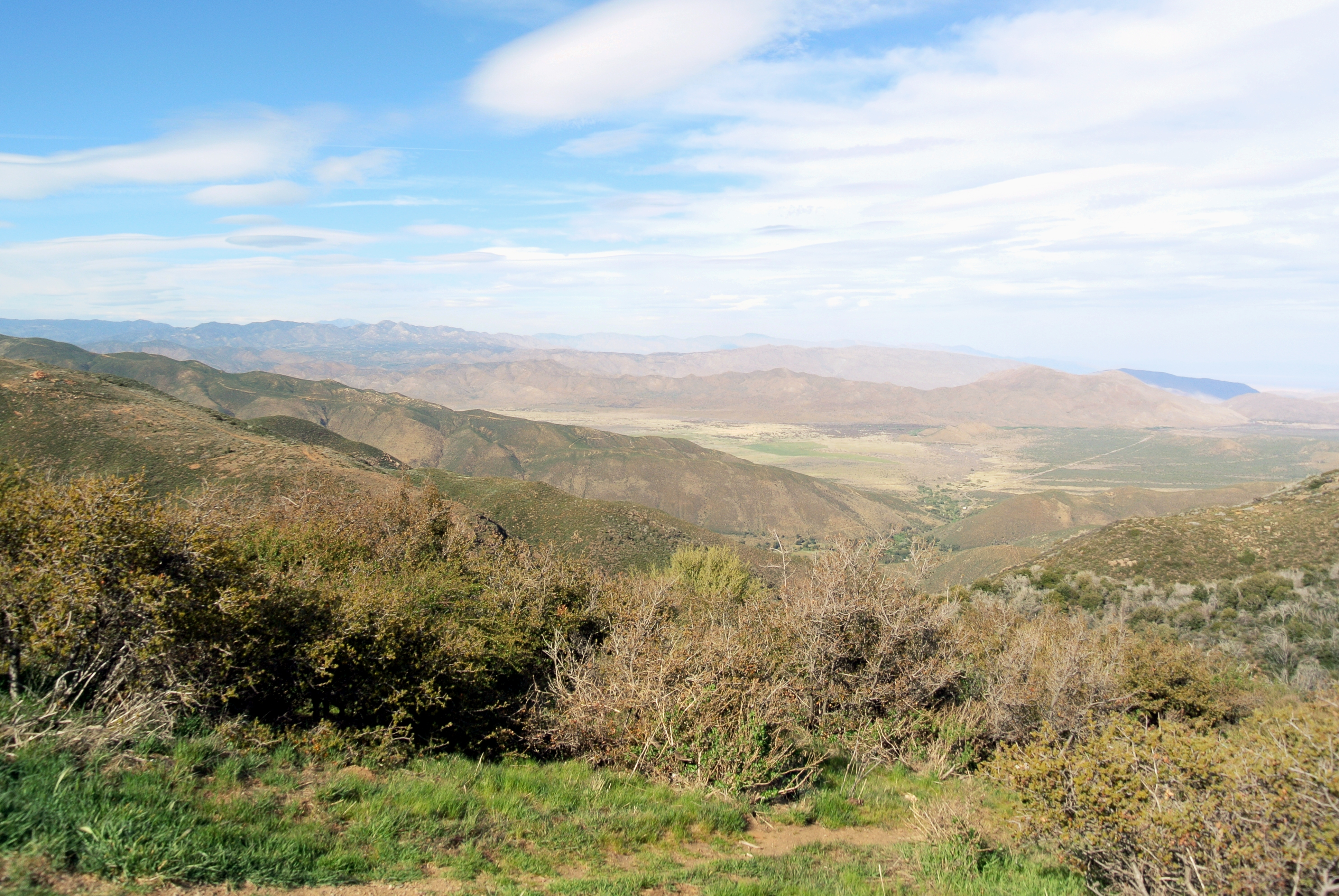
Blick aus den Laguna Mountains Richtung Anza-Borrego Desert State Park auf der rechten Seite und Santa Rosa Mountains auf der linken. Chaparral im Vordergrund.

Die Peninsular Ranges sind eine Gruppe von Gebirgsketten, die sich 1500 km von Südkalifornien in den Vereinigten Staaten zur südlichen Spitze Niederkaliforniens in Mexiko erstrecken. Sie sind auch Teil der nordamerikanischen Coast Ranges, die entlang der Pazifikküste von Alaska nach Mexiko verlaufen. Die Höhe der Gebirgskette variiert von 150 zu 3500 m. 
Die Felsen in der Gebirgskette sind Granitfelsen aus dem Mesozoikum, sie stammen vom selben massiven Batholithen ab, der den Kern der Sierra Nevada in Kalifornien bildet. Sie sind ein Teil der geologischen Provinz, die als Salinian Block bekannt ist. Sie brach von der Nordamerikanischen Platte ab, als die San-Andreas-Verwerfung und der Golf von Kalifornien entstanden. 
Die Peninsular Ranges umfassen die Santa Ana Mountains, die San Jacinto Mountains und Laguna Mountains im südlichen Kalifornien mit der Sierra Juarez, der Sierra Pedro Mártir, der Sierra de la Gigenta und der Sierra de la Laguna in Niederkalifornien. Palomar Mountain, Standort des Palomar-Observatoriums, liegt in den Peninsular Ranges im San Diego County. Die Peninsular Ranges verlaufen überwiegend von Norden nach Süden, im Gegensatz zu den Transverse Ranges im Norden, die hauptsächlich von Osten nach Westen verlaufen.
In den mexikanischen Anteilen sind in einigen Teilen der Bergkette noch Restbestände der Madrean Pine-Oak Woodlands (Madrean-Kiefer-Eichen-Wälder) erhalten, ein Vegetationstyp, der für seine große Artenvielfalt und große Anzahl endemischer Arten bekannt ist.